# (445917) Ola
(445917) Ola est un astéroïde de la ceinture principale.

## Description
(445917) Ola est un astéroïde de la ceinture principale. Il fut découvert le 5 décembre 2012 à Tincana par Michał Żołnowski et Michał Kusiak. Il présente une orbite caractérisée par un demi-grand axe de 2,60 UA, une excentricité de 0,15 et une inclinaison de 15,3° par rapport à l'écliptique.

## Compléments